# 안티고노스 1세 모노프탈모스
안티고노스 1세 모노프탈모스(고대 그리스어: Αντίγονος ο Μονόφθαλμος "애꾸눈 안티고노스", 기원전 382년 ~ 기원전 301년)는 알렉산드로스 대왕 휘하의 장군이자 후계자(디아도코이)였다. 알렉산드로스 대왕의 사후 일어난 디아도코이 전쟁에서 한때나마 두각을 드러냈다.
안티고노스는 아마도 필리포스 2세 시대부터 마케도니아 군대에 복무했었던 것으로 추정된다. 나중에 그의 아들인 알렉산드로스 대왕이 페르시아 정복 전쟁을 일으키자 이에 참여하여 프리기아의 사트라프로 임명되었으며, 기원전 323년에는 알렉산드로스가 급사하자 바빌론 회의에 따라 팜필리아와 리키아도 추가로 통치하게 되었다. 이후 안티고노스는 당시 제국의 섭정이었던 페르디카스의 적대감을 사 프리기아에서 축출되었지만 그리스로 도망친 뒤 안티파트로스 및 프톨레마이오스와 동맹을 맺고 페르디카스에 대항하였다.
페르디카스가 기원전 320년경에 자신의 부하들에게 피살되고, 뒤이어 섭정직을 맡은 안티파트로스도 얼마 가지 못하자 디아도코이들 사이의 분열이 표면화되었다. 그 과정에서 안티고노스는 잠시동안이지만 그리스에서부터 소아시아, 시리아, 페니키아, 상메소포타미아, 그리고 페르시아 너머 저멀리 인더스 유역까지 이르는 영토를 확보함으로써 당대의 패자로 떠올랐으나, 안티고노스의 급격한 세력 팽창에 위협을 느낀 카산드로스, 셀레우코스, 프톨레마이오스, 리시마코스 등의 다른 디아도코이들이 동맹을 맺고 공격하자 기원전 301년에 벌어진 이프소스 전투에서 패사하기에 이른다. 그의 제국은 비록 리시마코스와 셀레우코스에 의해 분할되었지만, 그의 아들인 데메트리오스는 살아남아 기원전 294년에 마케도니아를 장악하였다.

## 초기 생애
안티고노소는 기원전 382년 마케도니아의 엘리메이아에서 필리포스와 이름이 밝혀지지 않은 그의 아내 사이에 태어났다. 안티고노스의 신분에 대해서는 현재까지 여러 가설이 제기된다. 그의 아버지 필리포스가 기원전 327년 인도의 사트라프로 임명되어 인더스 지역에 알렉산드리아를 건설한 필리포스와 동일인이라는 주장이 있는가 하면, 마케도니아의 평범한 농부였다는 주장이 제기되기도 한다. 일부 사료에서는 안티고노스가 하류층 출신이라고 말하고 있으며 또다른 사료에서는 그의 혈통이 마케도니아 왕가로부터 이어져 나왔다고 하지만, 이 주장들에 대한 신뢰성은 그다지 없다. 가장 신뢰할 만한 추측은 안티고노스의 가문이 사회적으로 저명하고 명망있는 귀족이었다는 것이다. 안티고노스는 기원전 340년경 코르헤오스(Corrhaeus)의 딸 스트라토니케와 결혼하여 두 아들 데메트리오스 1세 폴리오르케테스와 필리포스를 낳았다. 코르헤오스가 상부 마케도니아의 린케스티다(Lyncestide), 혹은 오레스티데(Orestide) 출신의 귀족이라는 주장이 제기되나 이 역시 확실하지 않다.
안티고노스는 어렸을때부터 야망이 깊었던 성격을 가졌는데 이는 그가 마케도니아군에 지원하게 되는 계기가 되었다. 그가 언제 군대에 지원했고, 또한 군복무 초기에 어떤 경력을 세웠는지는 잘 알려져 있지 않으나, 확실한 것은 그가 성장할 수록 마케도니아 군에서 중요한 인물이 되었다는 것이다. 그는 처음에 필리포스 2세를 섬겼으며, 마케도니아가 승승장구하던 시기에 에우메네스, 파르메니온, 폴리페르콘, 안티파트로스와 함께 활약했다. 기원전 340년 페린토스 포위전을 진행하던 도중에 투석기의 파편이 날아와 눈을 찌르는 바람에 한쪽 눈을 잃었다고 한다. 그는 이때부터 애꾸눈이라는 뜻의 "모노프탈모스(Μονόφθαλμος)"라는 별명으로 불렸다. 그는 애꾸눈이 된 것에 상당한 트라우마가 있었던 것으로 보이는데, 일례로 플루타르코스는 테오그리테스라는 소피스트가 그를 그리스 신화에 나오는 외눈박이 거인 퀴클롭스로 풍자하는 시를 지었다가 처형되었다고 전하고 있다.

## 프리기아의 사트라프로서
기원전 336년 10월 필리포스 2세가 암살되자 뒤이어 왕위에 오른 알렉산드로스 3세에게도 능력을 인정받아 중용되었다. 알렉산드로스가 기원전 334년에 동방 원정을 일으킬 무렵, 그는 60세의 나이로 코린토스 동맹의 그리스 동맹 보병대 7,000명을 지휘했다. 그라니코스 전투에서 승리를 거둔 후에 알렉산드로스는 안티고노스를 프리기아의 사트라프로 임명하고 1,500명의 용병대와 현지 병력으로 그곳을 지키게 하였다. 그는 알렉산드로스가 10년간 원정을 이어가는 동안 그곳에 주둔하면서 보급로를 사수하였다. 당시 프리기아의 입지는 상당히 위험했는데, 비티니아는 여전히 독립을 유지했고 파플라고니아, 카파도키아, 리카오니아는 페르시아 사트라프들의 통치 하에 있었으며, 이사우리아와 피시디아는 마케도니아의 지배를 인정하지 않았다. 여기에 다리우스 3세에 충성을 바치는 로도스의 멤논이 페르시아 함대를 이끌고 에게 해의 여러 섬을 공략하며 후방을 위협했다.
알렉산드로스가 이수스 전투에서 승리한 뒤 시리아 남부로 진격하다가 티레에서 기나긴 공성전을 치르고 있을 무렵, 2만여 기병대를 포함하여 이소스 전투에서 생존한 페르시아군이 나바르자네스의 지휘하에 소아시아로 쳐들어왔다. 그는 332년 봄 카파도키아와 파플라고니아에서 3차례 맞붙은 끝에 페르시아군을 격퇴했다. 여기에 멤논이 함대를 이끌던 중 병사하면서 페르시아 해군이 무력화되었다. 이후로도 줄곧 이어진 페르시아의 반격을 물리친 안티고노스는 프리기아의 나머지 지역을 정복하고 보급로를 유지하는 데 주력했다. 이 과정에서 그는 프리기아의 사트라프로서 막강한 영향력을 행사할 수 있게 되었다.

## 알렉산드로스의 죽음
기원전 323년, 페르시아 제국 아케메네스 왕조의 영토 상당 부분을 정복한 알렉산드로스 3세는 바빌론에서 갑작스러운 죽음을 맞는다. 그의 아들 알렉산드로스는 아직 모후인 록사네의 뱃속에 있었고 대왕은 후계자를 지명하지 못하고 죽었다. 대왕의 병세가 위중하다는 말을 듣고 급히 달려온 마케도니아 장군들은 명확한 후계자가 없다는 사실을 알게 되자 곧바로 딴 생각들을 품기 시작한다. 당시 대왕의 임종을 지켜본 장군들 중 중요한 인물들을 꼽아보면 아래와 같다.
- 페르디카스(Perdiccas) : 최선임 기병대장
- 멜레아그로스(Meleager) : 팔랑크스 지휘관
- 프톨레마이오스(Ptolemy) : 팔랑크스 지휘관, 소테르(Soter, "구원자")
- 레온나토스(Leonnatus) : 팔랑크스 지휘관
- 리시마코스(Lysiamchus) : 팔랑크스 지휘관
- 셀레우코스(Seleucus) : 히파스피스타이 지휘관, 니카토르(Nikator, "승리자")
- 페우케스타스(Peucestas) : 페르시아의 사트라프
- 에우메네스(Eumenes) : 왕실 서기, 유일한 그리스인.

아래는 임종 자리엔 없었지만 중요한 인물들이다.
- 안티파트로스(Antipater) : 마케도니아 섭정, 마케도니아에 체류중, 장군들 중 최연장자
- 카산드로스(Cassander) : 안티파트로스의 아들
- 크라테로스(Craterus) : 팔랑크스 지휘관, 후임 마케도니아 섭정, 킬리키아에 체류중
- 폴리페르콘(Polyphercon) : 안티파트로스 사후 마케도니아 섭정
- 안티고노스(Antigonus) : 프리기아의 사트라프, 모노프탈모스(Monophtalmos, "애꾸눈")
- 데메트리오스(Demetrius) : 안티고노스의 아들, 폴리오르케테스(Poliorketes, "도시 공격자")

## 제1차 디아도코이 전쟁
처음 현안은 다음 왕을 누구로 할 것인가였다. 멜레아그로스와 보병 장교들은 필리포스 2세의 사생아, 즉 대왕의 이복 동생이었던 필리포스 아리다이오스를 옹립할 것을 주장했지만, 페르디카스는 알렉산드로스 대왕의 제1 왕비의 자식이 태어나기를 기다리자고 주장했다. 결국 록사네는 아들을 낳았고 양측의 입장을 절충하여 아리다이오스와 갓난 아들 알렉산드로스를 각각 필리포스 3세(필리포스 3세 아리다이오스)와 알렉산드로스 4세로 옹립하였다. 하지만 필리포스 3세는 간질 환자였고 알렉산드로스 4세는 갓난아이였기에 페르디카스가 왕국 섭정이 되고 멜레아그로스가 그를 보좌하기로 했다. 하지만 페르디카스는 곧 멜레아그로스를 암살하고 전권을 차지했다.

## 안티파트로스의 죽음과 제2차 디아도코이 전쟁
트리파라데이소스 협정에서 장군들은 페르디카스의 명령에 따라 크라테로스와 싸워 그를 죽인 에우메네스를 없애기로 합의했다. 이에 기원전 319년, 안티고노스가 대군을 이끌고 카파도키아에 있던 에우메네스를 공격하여 그를 노라(Νῶρα)라는 산악 요새에 고립시켰다. 하지만 마케도니아에서 섭정 안티파트로스가 사망하면서 새 섭정으로 폴리페르콘을 지명했고, 동맹할 만한 세력을 찾던 폴리페르콘이 에우메네스와 손을 잡고 그를 지원하였으므로 에우메네스는 무사히 탈출했다.
안티파트로스의 아들이던 카산드로스는 자신을 제치고 폴리페르콘이 섭정이 된 것에 불만을 가졌다. 그는 폴리페르콘에 맞서기 위해 안티고노스, 리시마코스, 프톨레마이오스 등과 동맹을 맺었다. 그리스와 마케도니아 일대에서 벌어진 내전에서 카산드로스가 승리했고, 패배한 폴리페르콘은 동탁이 어린 황제를 데리고 가듯 어린 알렉산드로스 4세와 록사나를 데리고 알렉산드로스 3세의 어머니인 올림피아스와 자신의 고향인 에페이로스로 탈출했다. 에페이로스에서 군세를 정비한 폴리페르콘과 올림피아스는 마케도니아를 다시 침공했고, 올림피아스는 필리포스 3세와 그 아내 에우리디케를 생포하여 죽여버렸다. 하지만 그들은 카산드로스에게 또다시 패했고, 카산드로스는 올림피아스를 왕을 죽인 죄로 재판에 부쳐 처형시키고 마케도니아를 장악하였다.

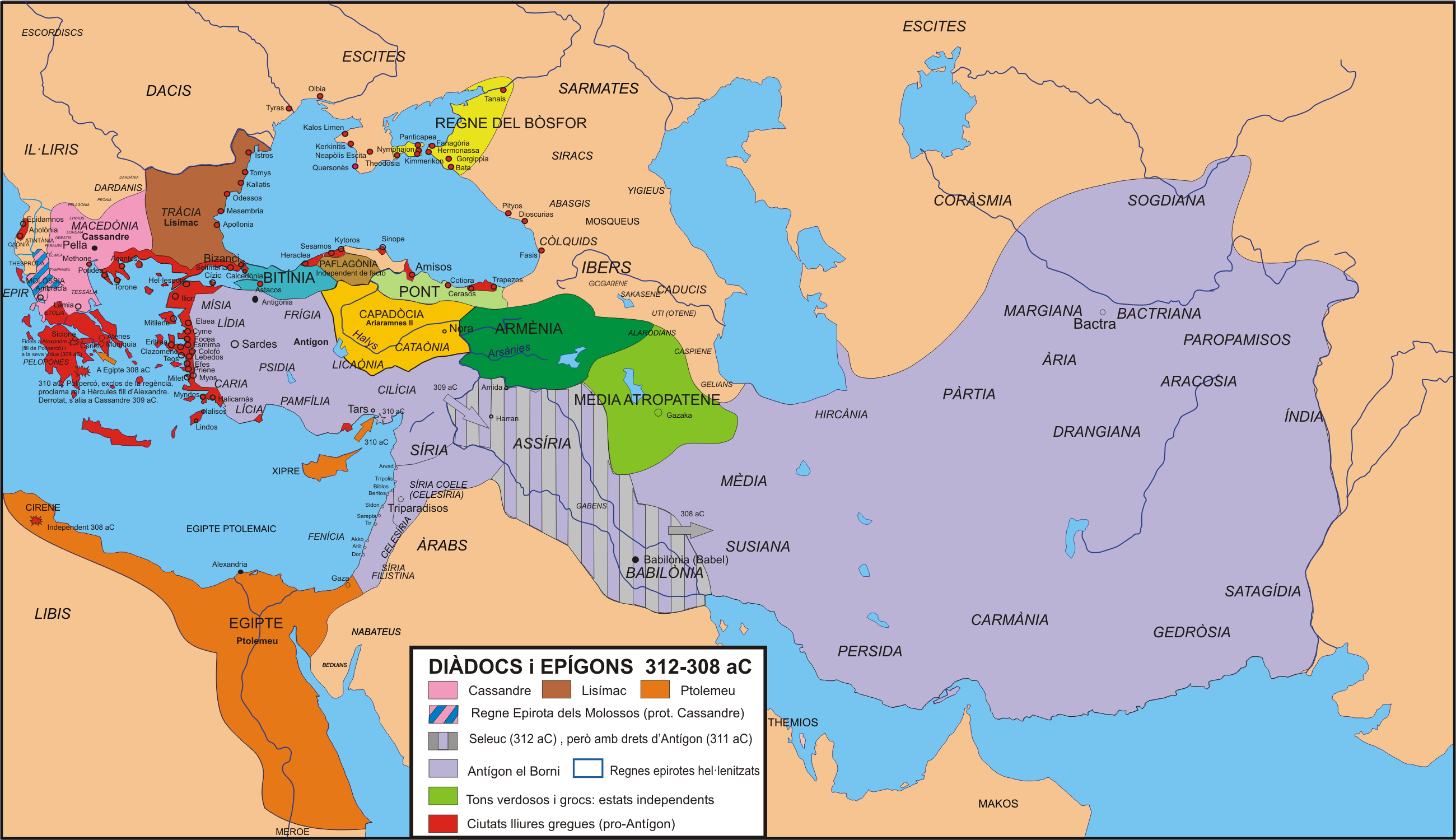
기원전 312~기원전 308년경의 디아도코이 지도. 소아시아와 메소포타미아, 페르시아를 장악한 안티고노스의 영토(연보라색)이 보인다.

안티고노스에게서 탈출한 에우메네스는 메소포타미아로 이동하여 군세를 재정비했지만, 문관 출신에다 그리스인이라는 이유로 다른 장군들이나 부하들로부터 경원시되었다. 그 탓으로 안티고노스에게 점점 밀리다가 두 차례의 큰 전투에서 연달아 패했다. 결국 기원전 315년 안티고노스의 사주를 받은 자기 부하들에게 사로잡힌 에우메네스는 안티고노스에게 인도되어 처형당했고, 안티고노스는 아나톨리아에서 시리아, 메소포타미아, 이란에 이르는 영토를 장악했다. 이때 바빌론의 사트라프로 있던 셀레우코스는 안티고노스에 의해 쫓겨나 이집트의 프톨레마이오스에게로 도망쳤다.

## 제3차 디아도코이 전쟁
이처럼 안티고노스의 세력이 너무 강해지자 기원전 314년 프톨레마이오스, 카산드로스, 리시마코스가 손을 잡고 안티고노스와 맞섰다. 하지만 안티고노스는 이에 맞서 영토를 더욱 확장하는 한편 펠로폰네소스 지역에 잔존해 있던 폴리페르콘 세력과 연합했다. 이에 카산드로스와 리시마코스가 아나톨리아를 공격했고, 안티고노스는 이를 격퇴하기 위해 북진했다. 하지만 기원전 312년 안티고노스의 아들 데메트리오스가 가자 전투에서 프톨레마이오스에게 패배하고, 프톨레마이오스의 지원을 받은 셀레우코스가 바빌론을 수복하자 안티고노스는 다시 남하해야 했다. 이쯤 되자 안티고노스와 프톨레마이오스 모두 휴전을 바라게 되었고, 결국 카산드로스-리시마코스-프톨레마이오스와 안티고노스는 휴전 협정을 맺었다.
이 휴전 협정은 중요한 의미를 가지는데, 왜냐하면 이 협정은 마케도니아의 카산드로스, 트라키아의 리시마코스, 이집트의 프톨레마이오스, 아나톨리아와 시리아의 안티고노스가 모두 외교 관계를 수립할 수 있을 정도로 독자적인 세력을 가졌음을 공인한 것이기 때문이다. 실제로 카산드로스는 이 협정 이후 별 필요가 없어진 알렉산드로스 3세의 마지막 혈육 알렉산드로스 4세와 그 모친 록사네를 죽여버렸다. 그리고 폴리페르콘을 보내 알렉산드로스 3세의 사생아이자 그의 마지막 자손이었던 헤라클레스마저 독살함으로써 알렉산드로스 대왕의 대는 단절되었다. 한편 바빌론을 차지한 셀레우코스는 동쪽으로 계속해서 영향력을 확대했고, 안티고노스는 그를 저지하기 위해 기원전 311년부터 309년까지 바빌론을 공격했으나 이기지 못했다.

## 제4차 디아도코이 전쟁
휴전 협정으로 잠시 숨을 돌리자 디아도코이들은 곧바로 딴 생각들을 품었다. 기원전 308년 카산드로스는 폴리페르콘과 화해했고, 이에 그리스 폴리스들이 동요하자 프톨레마이오스가 안티고노스와 은근슬쩍 손을 잡고 에게해와 펠로폰네소스에 쳐들어갔다. 하지만 별 성과를 얻지는 못했고 안티고노스와의 협력도 곧 무산되었다. 기원전 307년 카산드로스가 에페이로스에 간 사이 데메트리오스가 아테네를 점령했고, 기원전 306년에는 키프로스로 쳐들어가 프톨레마이오스의 군대를 연속으로 격파하고 키프로스를 장악했다. 이 때부터 안티고노스와 데메트리오스는 자신의 왕조를 세우며 공공연히 왕을 칭하기 시작했고, 카산드로스, 리시마코스, 프톨레마이오스, 셀레우코스도 뒤질세라 왕조를 세운다.

## 최후
카산드로스와 프톨레마이오스에게 모두 한 방씩 먹인 데메트리오스는 기원전 305년 로도스를 공격했고, 엄청나게 거대한 공성탑 헬레폴리스를 동원하기도 했지만 결국 로도스를 함락하는 데는 실패했다. 대신 로도스는 프톨레마이오스를 공격할 때만 빼면 안티고노스를 지원할 것을 약속해야 했다. 데메트리오스는 그리스로 돌아가 자신을 중심으로 한 새로운 폴리스 동맹을 창설했고, 궁지에 몰린 카산드로스는 휴전 협정을 시도했으나 무산되었다.
이에 카산드로스는 안티고노스를 대적하기 위해 리시마코스와 프톨레마이오스, 셀레우코스에게 구원을 요청했고, 가장 가까운 트라키아에 있던 리시마코스가 아나톨리아에 침입하자 그리스의 데메트리오스는 부친 안티고노스를 돕기 위해 아나톨리아로 철수했다. 아나톨리아를 휩쓸고 다니던 리시마코스의 군대는 이프소스에서 안티고노스와 데메트리오스의 군대에 의해 고립되었는데, 때마침 셀레우코스의 군대가 당도하여 양측 사이에 대전투가 벌어진다.
이것이 기원전 301년 벌어진 〈이프소스 전투〉로써, 디아도코이 전쟁 가운데 가장 큰 규모였으며 셀레우코스의 압승으로 끝났다. 당시 80대 노인이던 안티고노스는 전사했고, 데메트리오스만 패잔병을 이끌고 겨우 그리스로 탈출할 수 있었다.

### 설명주
1. ↑  안티고노스 왕조는 기원전 168년에 로마 공화국에게 정복당하기 전까지 마케도니아를 통치하였다.

### 인용주
1. 1 2  Billows, Richard A. (1997). 《Antigonos the One-Eyed and the Creation of the Hellenistic State》. University of California Press. 15–17, 28쪽. ISBN 978-0-52-091904-4.
2. ↑  Richard A. Billows, Antigonos the One-Eyed and the creation of the Hellenistic State, 35; Diod. XVIII 23,3; 41,6; 44,3; 54,4; Plut. Eum. 10,35.
3. ↑  Diodorus, Bibliotheca Historica, XVII, 17, 3–4.
4. ↑  Richard A. Billows, Antigonos the One-Eyed, 42; Curius IV 1,35.
5. ↑  Curtius Rufus, Historia Alexandri Magni, IV 34–35

| 전임 왕조 창시 | 안티고노스 왕조 기원전 306년 - 기원전 301년 | 후임 데메트리오스 1세 폴리오르케테스 |